# Sohodol (okręg Braszów)
Sohodol – wieś w Rumunii, w okręgu Braszów, w gminie Bran. W 2011 roku liczyła 1508 mieszkańców.